# Peugeot Racing Cup
La Peugeot Racing Cup (anciennement Peugeot RCZ Racing Cup, actuellement Peugeot 308 Racing Cup) est un championnat de course automobile créé en 2012. Intégrée dès ses débuts au GT Tour, cette série est une compétition monotype de voiture de tourisme utilisant des Peugeot RCZ à sa création, puis des Peugeot 308 spécialement préparées pour la compétition à partir de 2017.

## Historique
Annulée en 2020 à la suite de la pandémie de Coronavirus, la Peugeot 308 Racing Cup est à nouveau organisée à partir de 2021 dans le cadre de la série des Ultimate Cup Series. La 308 RC intègre la catégorie « GT Sprint » et bénéficiera d’un classement spécifique au sein de cette catégorie.

## Palmarès
| Saison | Champion        | Champion    | Champion           | Écurie             | Vainqueur Catégorie "Gentlemen" | Vainqueur Catégorie "Gentlemen" | Vainqueur Catégorie "Gentlemen" |
| Saison | Nom             | Voiture     | Équipe             | Écurie             | Nom                             | Voiture                         | Équipe                          |
| ------ | --------------- | ----------- | ------------------ | ------------------ | ------------------------------- | ------------------------------- | ------------------------------- |
| 2012   | Mathieu Jaminet | Peugeot RCZ | Saintéloc Racing   | Saintéloc Racing   | Christian Bottemane             | Peugeot RCZ                     | No Limit Racing                 |
| 2013   | Steven Palette  | Peugeot RCZ | Team Clairet Sport | Team Clairet Sport | Patrick Fessler                 | Peugeot RCZ                     | P2F                             |
| 2014   | Aurélien Comte  | Peugeot RCZ | Team Clairet Sport | Team Clairet Sport | Patrick Fessler                 | Peugeot RCZ                     | P2F                             |
| 2015   | Aurélien Comte  | Peugeot RCZ | Team Clairet Sport | Team Clairet Sport | Denis Gibaud                    | Peugeot RCZ                     | Milan Compétition               |
| 2016   | David Pouget    | Peugeot RCZ | GPA Racing         | Team Clairet Sport | Denis Gibaud                    | Peugeot RCZ                     | Milan Compétition               |
| 2017   | Julien Briché   | Peugeot 308 | JSB Compétition    | Team Clairet Sport | Denis Gibaud                    | Peugeot 308                     | Milan Compétition               |
| 2018   | Teddy Clairet   | Peugeot 308 | Team Clairet Sport | Team Clairet Sport | Stéphane Ventaja                | Peugeot 308                     | Team Clairet Sport              |